# Vitória FC
Vitória Futebol Clube, vanligen kallat Vitória de Setúbal, är en idrottsklubb från Setúbal i södra Portugal. Klubben bildades 20 november 1910 och har blivit kända genom framför allt framgångar i fotboll för herrar. Hemmaarenan heter Estádio do Bonfim.
Förutom fotboll har Vitória även handboll och futsal på programmet, utöver aikido, friidrott, gymnastik, judo, karate, kickboxning, taekwondo och bordtennis.

## Meriter

### Portugisiska cupen
- Cupmästare: 1964-65, 1966-67, 2004-05
- Tvåa: 1926–27, 1942–43, 1953–54, 1961–62, 1965–66, 1967–68, 1972–73, 2005–06

### Primeira Liga
- Tvåa: 1971-72

### Liga de Honra
- Tvåa: 1995–96, 2003–04

### Taça de Ribeiro dos Reis
- Vinnare: 1962–63, 1968–69, 1969–70
- Tvåa: 1966–67

### Portugisiska Ligacupen
- Vinnare: 2007–08

### Portugisiska supercupen
- Tvåa: 2005, 2006

### Cupvinnarcupen
- Andra omgången: 1967–69

### Mässcupen/UEFA-cupen
- Kvartsfinal: 1968–69, 1970–71, 1972–73, 1973–74

### Pequeña Copa del Mundo de Clubes
- Vinnare: 1970

## Placering tidigare säsonger
| Säsong    | Nivå | Liga            | Placering | Referens | Notering                        |
| --------- | ---- | --------------- | --------- | -------- | ------------------------------- |
| 2010/2011 | 1    | Primeira Liga   | 12        | [ 3 ]    |                                 |
| 2011/2012 | 1    | Primeira Liga   | 11        | [ 4 ]    |                                 |
| 2012/2013 | 1    | Primeira Liga   | 12        | [ 5 ]    |                                 |
| 2013/2014 | 1    | Primeira Liga   | 7         | [ 6 ]    |                                 |
| 2014/2015 | 1    | Primeira Liga   | 14        | [ 7 ]    |                                 |
| 2015/2016 | 1    | Primeira Liga   | 15        | [ 7 ]    |                                 |
| 2016/2017 | 1    | Primeira Liga   | 12        | [ 8 ]    |                                 |
| 2017/2018 | 1    | Primeira Liga   | 14        | [ 9 ]    |                                 |
| 2018/2019 | 1    | Primeira Liga   | 13        | [ 10 ]   |                                 |
| 2019/2020 | 1    | Primeira Liga   | 16        | [ 11 ]   | Nedflyttad till Liga Portugal 2 |
| 2020/2021 | 2    | Liga Portugal 2 |           |          |                                 |